# 博多北郵便局
博多北郵便局（はかたきたゆうびんきょく）は、福岡県福岡市博多区大井一丁目にある郵便局である。併設している博多大井郵便局（はかたおおいゆうびんきょく）についても一部記載する。

## 概要
前身となる博多郵便局は、鉄道による郵便輸送の利便に鑑み昭和40年代に九州旅客鉄道（JR九州）博多駅近くに移され、長く福岡都市圏における拠点機能を果たしてきた。
しかし、建物が老朽化し耐震補強にも限界があったことに加え、九州旅客鉄道（JR九州）が九州新幹線（鹿児島路線）全通を契機とした博多駅博多口の再開発事業を行ったことを受け、郵便輸送の自動車・航空シフトも相まって、博多郵便局を移転させ、跡地を商業施設として再開発する構想が持ち上がった。
これらの動きを受け、まず、博多郵便局が担ってきた福岡都市圏および長崎県壱岐市・対馬市における郵便物集配統括業務を、「新福岡郵便局」として分離。その際、飯塚郵便局の業務も移された。ほぼ同時に、集配区域内の人口増加傾向が続いていた博多南郵便局から逆に一部業務が移管される。
そして、JR側による再開発がほぼ落ち着いたことを受け、2010年（平成22年）9月21日、郵便事業博多支店が福岡空港近くの国有地に新築した店舗に移り、新たなスタートを切った。博多郵便局には同支店の博多駅前分室が設けられた。
併設された博多大井郵便局は、郵政民営化以降では九州初となる郵便局株式会社直営の郵便局開局となる。
2012年（平成24年）10月1日に郵便事業株式会社と郵便局株式会社が統合され、日本郵便株式会社が発足したことに伴い、博多北郵便局となった。これまでの経緯があるとは言え、同一の建物に2つの「郵便局」が混在する極めて珍しいケースである。

### 併設施設
- 博多大井郵便局

### 分室
- 博多駅前分室（74283A） - 博多郵便局に併設されたゆうゆう窓口を運営。
  - 〒812-8799：福岡県福岡市博多区博多駅中央街8番1号

## 沿革
- 2007年（平成19年）10月1日 - 郵政民営化に伴い、博多郵便局内（福岡市博多区博多駅中央街8番1号）に郵便事業博多支店として開設。
- 2010年（平成22年）9月21日 - 博多駅中央街から大井一丁目に新築、移転[1]。併設施設として博多大井郵便局が開局[2]。博多郵便局内には新たに当店の博多駅前分室を設置。
- 2012年（平成24年）10月1日 - 日本郵便株式会社発足に伴い、博多北郵便局となる。
- 2016年（平成28年）3月5日 - 福岡空港内郵便局の廃止に伴い、博多大井郵便局（郵便局留めについては博多北郵便局）が取扱事務を承継[3]。

## 取扱内容
- 郵便番号が「812」で始まるエリア（福岡市博多区および東区の各一部地域）の集配業務
  - 博多区中洲はすぐ近所の「福岡中央郵便局」管内。
- 博多区内・南区（一部）の収集業務
- ゆうゆう窓口
- ゆうちょ銀行（貯金窓口）、かんぽ生命保険（保険窓口）の業務は博多北郵便局としては取り扱っていないが、併設している博多大井郵便局で取り扱っている。

## 周辺
- ナフコ福岡空港店（元エレデ博多寿屋空港店）
- 大井中央公園
- 福岡空港

## アクセス
- 福岡高速2号線 榎田出入口から東へ約1km。
- 駐車場あり：18台。

## 補筆
旧郵便事業博多支店が退出した後の博多郵便局は、2013年（平成25年）秋から隣接地と共に局舎敷地の再開発が始まるとともに近隣の仮局舎で営業を続け、2016年（平成28年）4月25日より2棟の再開発ビルのひとつ「JRJP博多ビル」1階に窓口専業の駅前郵便局として入居している。
このようにJPグループでは、駅前にあった中心的郵便局を郊外へ移転させ、跡地を再開発する事例が省営時代から行われており、民営化してからは子会社「日本郵政不動産」を2018年に設立するなど、より活発化している。
福岡県内では、小倉駅前にあった北九州中央郵便局が小倉北区三萩野近くに移転後、旧局舎は窓口専業の「小倉駅前郵便局」となった。以前から周辺を含めた再開発構想があり、2016年（平成28年）3月に小倉駅構内に一旦仮移転したあと、旧局舎跡地などに2019年（平成31年）に竣工した再開発ビル「ガーデンシティ小倉」の1階に入居した。
一方、東京都八王子市では、八王子駅前にあった八王子郵便局が移転後、跡地で営業していた八王子駅前郵便局が再開発によりビル内に入る形となった。
東京駅前では紆余曲折の末「東京中央郵便局」局舎を再開発した「JPタワー」が2013年（平成25年）に全面開業した。その後も、民営化のかなり以前に名古屋駅前から移転していた旧名古屋中央郵便局の跡地に残されていた分室ビル跡地（JPタワー名古屋）、広島駅前の旧広島東郵便局跡地（広島JPビルディング）、2024年開業を目指す大阪駅前の旧大阪中央郵便局跡地（JPタワー大阪）など再開発が進行中である。